# 임지영
임지영(Lim Ji-young, 1995년~)은 대한민국의 바이올리니스트이다. 2014년 미국에서 열린 인디애나폴리스 콩쿠르에서 3위를 차지했으며, 세계 3대 콩쿠르 중 하나인 2015년 브뤼셀에서 열린 퀸 엘리자베스 콩쿠르에서 한국인 최초로 기악부분 우승을 차지하였다. 그녀는 한국 예술 종합 학교에서 김남윤에게 사사받은 후 독일에 크론베르크 아카데미에서 미하엘라 마틴 교수의 지도 하에 석사 과정을 밟았으며 쾰른 음대에서 수학하였다. 현재 연세대학교의 교수로 재직 중이다.

## 학력
- 한국예술영재교육원
- 예원학교
- 서울예술고등학교
- 한국예술종합학교 조기입학 및 예술사 과정 졸업 (2015)
- 독일 크론베르크 아카데미 석사 과정에 재학 중 (2016~)
- 쾰른 음대 재학중

## 발자취
#학창 시절
임지영은 7살에 바이올린을 처음 접하고 초등학교 5학년 때부터 본격적으로 바이올린을 배우기 시작했다. 다소 늦은 나이에 바이올린을 시작했으나, 14세에 예원학교에 입학하며 본격적인 전공자의 길을 걷게 된 후 만 14세에 금호영재콘서트로 데뷔하였다. 이후 “그때부터 자극을 받은 것 같아요. 어린 나이지만 ‘이렇게 해서는 안 되겠다’는 생각이 들었어요. 무섭게 연습했죠. 학교가 끝나면 오후 4~5시부터 새벽 2~3시까지 하루 10시간씩 바이올린만 켰어요.”라고 말했다. 예원예고를 거쳐 한예종에서 김남윤 교수에게 사사받은 순수 국내파 바이올리니스트로 주목을 받았다. 2015년 퀸 엘리자베스 콩쿠르 우승과 같은 해에 한예종 예술사 과정을 졸업하였다. 적극적으로 연주 활동을 펼치는 대신 대학원에 진학하여 음악 공부에 집중하기로 결정하였다.
#음악 활동
금호영재콘서트 데뷔 이후 다양한 무대에서 국내외 관객들을 만나온 임지영은 뮌헨 캄머 오케스트라, 인디애나폴리스 심포니 오케스트라, 브뤼셀 필하모닉, 룩셈부르크 필하모닉, 로얄 필하모닉 오케스트라, NHK 심포니 오케스트라, 몬트리올 심포니 오케스트라, 마린스키 오케스트라, 야마가타 심포니 오케스트라, 필하모니아 포즈난, 툴루즈 카피톨 오케스트라, 벨기에 국립 오케스트라, 나고야 필하모닉 오케스트라 등 유수의 오케스트라와의 협연을 통해 개성있는 솔리스트로 자리매김하였다. 또한 안드라스 쉬프, 기돈 크레머, 스티븐 이설리스, 알렉산더 셸리, 데이비드 진만, 투간 소키예프, 알렉산더 라자레브 등 세계적인 음악가들과 연주하며 폭 넓은 음악 세계를 보여주었다.

## 퀸 엘리자베스 콩쿠르 기악부문 1위 수상
한국종합예술학교 재학 도중 벨기에의 퀸 엘리자베스 콩쿠르에 출전해 한국인 최초 기악부분 1위 입상의 영예를 얻었다.
임지영은 퀸 엘리자베스 수상 이후 인터뷰에서 "새로운 것에 많이 도전하고 싶어요. 이번에 서울 스트링 콰르텟과 실내악을 연주하면서 솔리스트로서가 아닌 같이 연주하는 단원들과 교감하는 방법을 배운 것처럼요. 퀸 엘리자베스 콩쿠르에서 우승하는 게 꿈이었어요. 그 꿈이 이렇게 빨리 이루어질 줄은 몰랐죠. 갑자기 꿈을 이루니까 생각이 많아졌어요. 아직은 감히 세계적인 바이올리니스트를 바라기보다는 그 과정을 쌓아가는 중이에요. 이제 스무 살이잖아요. 청소년에서 성인이 되는 전환점이요. 인생을 어떻게 살아야 하는지도 배우고, 자기관리를 잘해서 오래오래 행복하게 연주하고 싶어요.”라고 밝혔다.

## 연주 및 녹음
금호영재콘서트 데뷔 이후 다양한 무대에 오르며 뮌헨 캄머 오케스트라 오케스트라 필하모니크 드 리에주, 브뤼셀 필하모닉, 로열 필 하모닉 오케스트라, 뮌헨 챔버 오케스트라, 우한 심포니 오케스트라, NHK 심포니 오케스트라, 인디애나폴리스 심포니 오케스트라, 미나스 제 라이스 필 하모닉 오케스트라 등 전 세계 다양한 오케스트라와 협연을 통해 개성있는 솔리스트로 자리매김하였다. 또한 안드라스 쉬프, 기돈 크레머, 알렉산더 쉘리, 데이비드 진만, 투간 소키예프 및 알렉산더 라자레브를 포함한 많은 세계적인 지휘자 및 음악가들과 연주하며 폭 넓은 음악 세계를 보여줬다.2015년 인디애나 폴리스에서 카멜 심포니 오케스트라 로 해외무대에 데뷔한 후 미국, 캐나다, 일본, 한국, 독일, 스위스에서 연주했다.
입상 이후 2015년 금호아시아나문화재단의 금호음악인상, 한국언론인연합회의 자랑스런 한국인 대상, 대원문화재단의 대원음악상 신인상을 수상하였고, 2017년 피아니스트 임동혁과 함께 모차르트 바이올린 소나타, 베토벤 바이올린 소나타 등을 녹음한 그녀의 첫 앨범이 워너 클래식 레이블을 통해 전 세계에 발매되었다.
국내에서는 금호아트홀, 대관령국제음악제에서 리사이틀 연주 이외에도 서울시립교향악단, KBS 교향악단, 수원시립교향악단 등과 협연하였으며, 금호아시아나솔로이츠, 평창겨울음악제 등의 무대에서 실내악 연주도 함께 하고 있다. 다수의 국내외 페스티벌 무대에서도 활발하게 활동하고 있다.
임지영은 2019년 3월에 방한한 벨기에 국왕 주최 음악회 무대에 오른 바 있으며, 4월에는 판문점선언 1주년 기념행사에서 한국을 대표하는 아티스트로서 연주하였다. 6월에는 비올리스트 매튜 리프먼과 전국 투어를 하고, 미국에서 6월 28일 피아니스트 케빈 케너, 7월 2일 당 타이손과 함께 듀오 무대를 꾸몄다. 한국 소속사는 한국의 아티스트 매니지먼트 에이전시, 뮤직앤아트이다.
2020년에는 바이올린의 성서라 불리는 '이자이 바이올린 무반주 소나타'와 '바흐 바이올린 무반주 소나타와 파르티타'를 연주하는 독주회 'SOLO'를 7월 1일과 11일에 나누어 전곡 연주하였다

## 악기
금호아시아나문화재단의 지원으로 2014년부터 주세페 과다니니 크레모나 1794년산을 무상 사용해오다가, 이 악기로 2015년 퀸 엘리자베스 콩쿨에서 우승을 거머쥐었다. 퀸 엘리자베스 콩쿠르 우승에 따른 부상으로 1708년산 스트라디바리 허긴스를 4년간 대여 받으면서 2016년 과다니니 크레모나를 반납했다. '허긴스'는 "허리(C-bout) 부분이 더 잘록하고 울림통 자체도 볼록해요. 이를테면 힘 있고 반짝거리는 듯한 소리가 났어요. 또한, 프로젝션이 명확하고 활에 대한 반응 역시 빨랐죠."라고 평가했다.
2019년 스트라디바리 허긴스를 반납하면서 1717년 제작된 스트라디바리 '사세르노(Sasserno)'를 사용하는 중이다. 사세르노는 현악계의 쇼팽인 '헨리크 비에니아프스키'가 사용했던 악기이다. 임지영은 사세르노가 "'허긴스’와 비교해서 더 납작하고 굴곡이 덜한 편이에요. 아무래도 악기 구조상 볼륨을 비롯한 여러 걱정이 뒤따르기도 했지만, 직접 연주하면서 악기 외형에서 오는 선입견은 사라졌어요. 바이올린에서 시간의 힘으로 잘 숙성된 소리가 아름답게 울려 퍼졌거든요."라고 말했다. 현재 연주하는 ‘사세르노’는 "깊고 따뜻한 울림을 지닌 반면에 ‘허긴스’만큼 날카롭고 힘 있는 소리는 덜 나오는 특징이 있다."라고 평했다.